# L'Abidjanaise
L’Abidjanaise (La Abiyanesa) es el himno nacional de Costa de Marfil. fue adoptado en 1960 y aunque la capital fue mudada a otra ciudad se mantuvo el himno nacional. La letra es de Mathieu Ekra, Joachim Bony y Pierre Marie Coty. Coty compuso también la música junto con Pierre Michel Pango.

## Letra en francés
Salut ô terre d'espérance;
Pays de l'hospitalité.
Tes légions remplies de vaillance
Ont relevé ta dignité.
Tes fils, chère Côte d'Ivoire,
Fiers artisans de ta grandeur,
Tous rassemblés pour ta gloire
Te bâtiront dans le bonheur.
Fiers Ivoiriens, le pays nous appelle.
Si nous avons dans la paix ramené la liberté,
Notre devoir sera d'être un modèle
De l'espérance promise à l'humanité,
En forgeant, unie dans la foi nouvelle,
La patrie de la vraie fraternité.